# ألونزو بي. كورنيل
ألونزو بي. كورنيل (بالإنجليزية: Alonzo B. Cornell)‏ هو مصرفي وسياسي أمريكي، ولد في 22 يناير 1832 في إثاكا في الولايات المتحدة، وتوفي بنفس المكان في 15 أكتوبر 1904. نشط حزبياً في الحزب الجمهوري. وقد انتخب عضو جمعية ولاية نيويورك وانتخب حاكم نيويورك ‏ (1880 – 31 ديسمبر 1882).